# Би ле Барони
Би ле Барони (фр. Buis-les-Baronnies) насеље је и општина у источној Француској у региону Рона-Алпи, у департману Дром која припада префектури Нион.
По подацима из 2011. године у општини је живело 2.251 становника, а густина насељености је износила 66,72 становника/km². Општина се простире на површини од 33,74 km². Налази се на средњој надморској висини од 370 метара (максималној 1.080 m, а минималној 319 m).

## Демографија
| 1962. | 1968. | 1975. | 1982. | 1990. | 1999. | 2011. |
| ----- | ----- | ----- | ----- | ----- | ----- | ----- |
| 1.496 | 1.602 | 1.729 | 1.885 | 2.030 | 2.226 | 2.251 |

График промене броја становника у току последњих година

## Партнерски градови
- Гомадинген